# مدیسون (مریلند)
مدیسون (به انگلیسی: Madison) شهری در ایالت مریلند کشور ایالات متحده آمریکا است که جمعیت آن در سرشماری سال ۲۰۱۰ میلادی، ۲۰۴ نفر بوده‌است.